# Berlin-Staaken
Staaken ist ein Ortsteil des Bezirks Spandau in Berlin.

## Geographie
Berlin-Staaken liegt im Naturraum der Zehdenick-Spandauer Havelniederung. Im Nordosten grenzt Staaken an das Falkenhagener Feld, im Osten liegt Klosterfelde zwischen Staaken und dem Kern des Bezirks Spandau (Ortsteile Spandau und Wilhelmstadt). Im Westen und Süden bildet der Ortsteil die Berliner Stadtgrenze zum Land Brandenburg (Landkreis Havelland), im Nordwesten davon zur Stadt Falkensee, im Südwesten nach Dallgow-Döberitz und im Süden nach Seeburg.
Während der historische Teil Staakens um das alte Dorf im Norden und Süden überwiegend durch Einfamilienhaussiedlungen sowie die Gartenstadt Staaken geprägt ist, bestehen der östliche Teil und Neu-Staaken überwiegend aus Großsiedlungen, die ab dem Ende der 1950er bis in die 1970er Jahre in mehreren Bauabschnitten entstanden sind.

## Geschichte

### Bis zur Eingemeindung in den Bezirk Spandau von Berlin
Staaken wurde erstmals am 26. März 1273 urkundlich als Dorf in Stakene erwähnt. Der Name kommt aus dem Mittelniederdeutschen To den staken und bedeutet „Ort, wo Knüppel, dicke Stöcke, Pfähle sind.“

Karte des geteilten Berlin. Gebietsaustausch am westlichen Stadtrand (gepunktete Linie) erkennbar

Das Dorf wurde wohl kurz nach 1200 von deutschen Zuzüglern als Straßendorf „aus wilder Wurzel“ gegründet, denn slawische archäologische Funde liegen bisher nicht vor.
Zwischen 1295 und 1872 lag die Herrschaft über Staaken bei der Stadt Spandau. Von 1273 bis 1420 gehörte dem Benediktinerinnenkloster Spandau acht Hufen, von 1420 bis zur Reformation dem Heilig-Geist-Spital zwölf Hufen, danach dem Rat der Stadt Spandau elf Hufen. 1273 wurde Staaken als Pfarrdorf bezeichnet; die Dorfkirche Staaken war eigenständige Mutterkirche. Im Landbuch Karls IV. (1375) wird Staaken nicht erwähnt, weil der Markgraf dort keine Rechte mehr besaß. 1624 wurde erstmals die Gesamthufenzahl des Dorfs mit 59 Hufen erwähnt.
Am 1. Oktober 1920 erfolgte auf der Grundlage des Groß-Berlin-Gesetzes die Eingemeindung des bisherigen Dorfes Staaken nach Berlin und die Zuordnung zum Bezirk Spandau.

### Das geteilte Staaken (1945–1990)
Nach dem Ende des Zweiten Weltkriegs wurde Staaken im Rahmen eines Gebietstausches zwischen Briten und Sowjets per 31. August 1945 aufgeteilt. Der westliche Teil wurde der sowjetischen Besatzungsmacht zugesprochen. Dabei wurde dieser Teil zunächst weiter vom Spandauer Rathaus aus verwaltet. So konnten die Bewohner West-Staakens am 3. Dezember 1950 noch an den Wahlen zum West-Berliner Abgeordnetenhaus teilnehmen. Der östliche Teil Staakens blieb – wie der gesamte Bezirk Spandau – Teil des Britischen Sektors. Grund für diese außergewöhnliche Aufteilung Staakens unter den Alliierten – abweichend von den Berliner Bezirksgrenzen – war, dass die britische Siegermacht den in Gatow gelegenen Flugplatz für ihren Sektor in Berlin benötigte. Der Flugplatz Gatow lag ursprünglich zum Teil auf sowjetisch verwaltetem brandenburgischem Gebiet. Die beiden alliierten Mächte einigten sich darauf, West-Staaken den Sowjets und den Briten im Gegenzug Teile der Gemeinde Groß Glienicke sowie den sogenannten „Seeburger Zipfel“ (ein schmaler Gebietsstreifen auf der Höhe der brandenburgischen Gemeinde Seeburg, der relativ weit in den Britischen Sektor von Berlin hineinragte) im Südwesten Spandaus zuzuteilen, wodurch die Briten den Flugplatz Gatow besser nutzen konnten. Die Grenze zwischen dem sowjetischen West-Staaken und dem britischen Staaken in West-Berlin verlief in einer Linie von Nord nach Süd in der Mitte der Straßenzüge Finkenkruger Weg, Nennhauser Damm und Bergstraße.

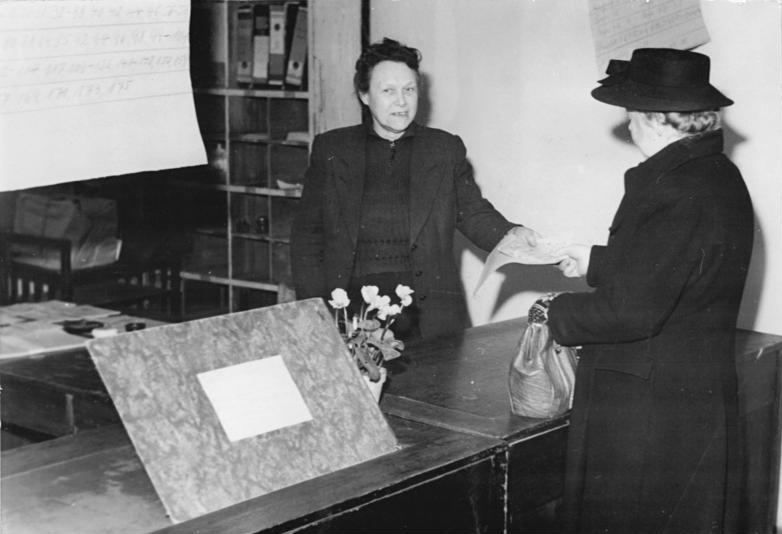
Ausgabe von DDR-Lebensmittelkarten in West-Staaken, 1951

Am 1. Februar 1951 wurde West-Staaken von der DDR-Volkspolizei besetzt und zunächst vom Ost-Berliner Bezirk Mitte aus regiert. Am 1. Juni 1952 wurde die Verwaltung auf die zur DDR gehörige Gemeinde (ab 1961 Stadt) Falkensee (Kreis Nauen, Bezirk Potsdam) übertragen; jedoch gehörte West-Staaken weiterhin zu Groß-Berlin, bis am 1. Januar 1961 die Eingliederung nach Falkensee erfolgte. Am 1. Januar 1971 wurde es wieder ausgegliedert und bildete fortan die Gemeinde Staaken in der DDR. Die Einwohnerzahl betrug zu diesem Zeitpunkt 4146.

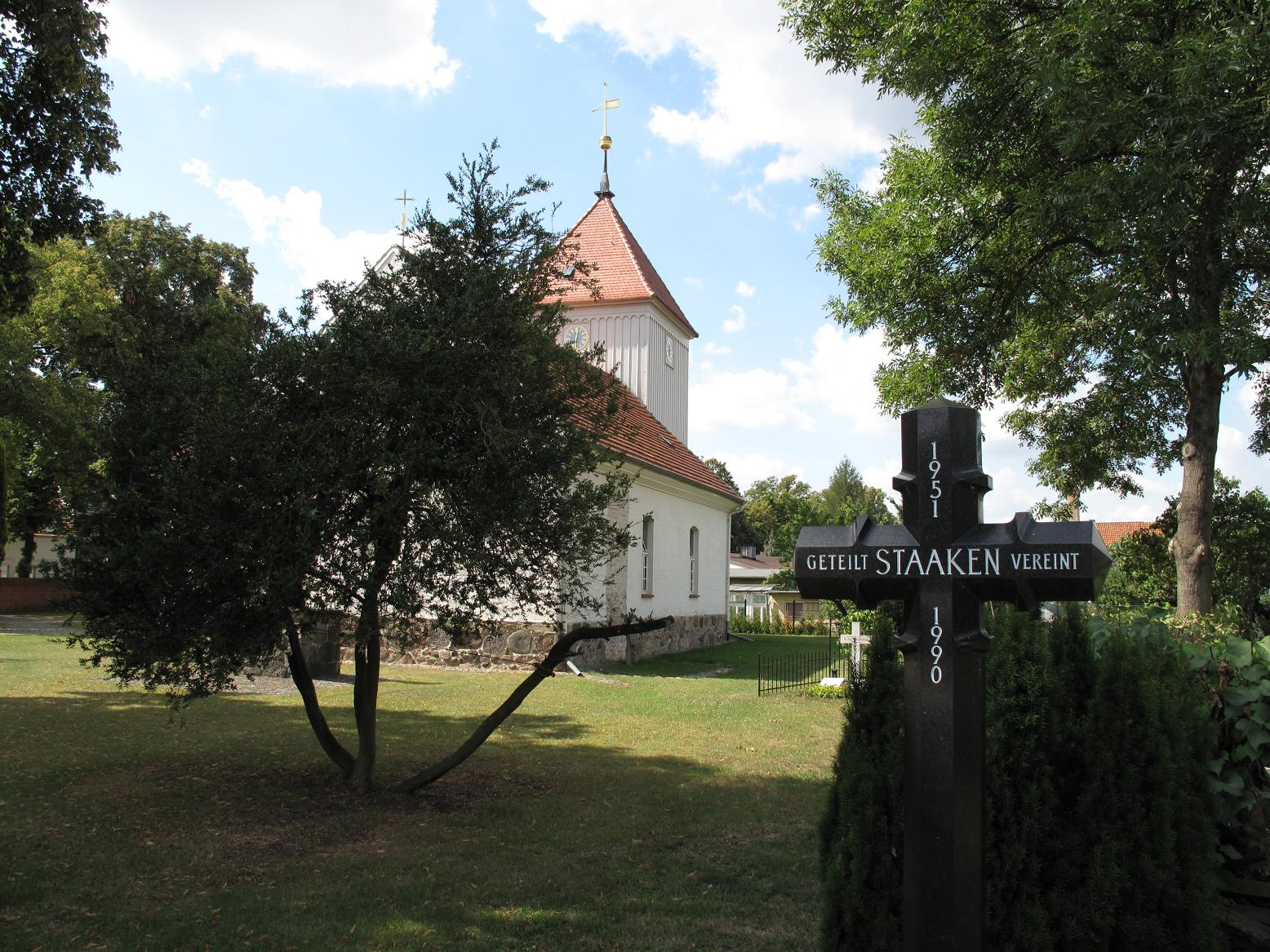
Dorfkirche mit einem Kreuz, das an die Teilung Staakens zwischen 1951 und 1990 erinnert

Trotz der Zugehörigkeit zum Bezirk Potsdam gab es einige Besonderheiten. Die Katasterunterlagen für West-Staaken verblieben beim zuständigen Vermessungsamt des Bezirks Spandau. In Ermangelung anderer Unterlagen stellte der Liegenschaftsdienst des Bezirks Mitte (Ost-Berlin) eine eher rudimentäre Katasterkarte im Maßstab 1:4000 auf. Später wurde die Katasterführung an den Liegenschaftsdienst des Kreises Nauen übergeben, der erst nach mühseligen Verhandlungen die bei ihm geführten Unterlagen im Jahr 1991 an den nach der deutschen Wiedervereinigung wieder zuständigen Bezirk Spandau herausgab. Die Telefonanschlüsse waren bis in die späten 1980er Jahre im Telefonbuch von Ost-Berlin verzeichnet. Für ein Telefongespräch zwischen Ost-Berlin und West-Staaken (Vorwahl „572“) galt der Ortstarif. Laut Telefonbuch von 1989 war Staaken nicht mehr als Ortsgespräch über „572“ zu erreichen. Die Telefonanschlüsse waren nunmehr im Telefonbuch des Bezirks Potsdam eingetragen.

### Staaken wieder in Berlin
Kurz nachdem am Abend des Mauerfalls am 9. November 1989 die innerstädtischen Berliner Grenzübergänge geöffnet worden waren, wurde in derselben Nacht um 0:32 Uhr auch der Grenzübergang Heerstraße geöffnet. Im Rahmen der Wiedervereinigung wurden die getrennten Ortsteile am 3. Oktober 1990 wieder im Berliner Bezirk Spandau zusammengeführt, West-Staaken zählt zum Beitrittsgebiet.

## Ortslagen

### Albrechtshof

Gebiet nördlich des Bahnhofs
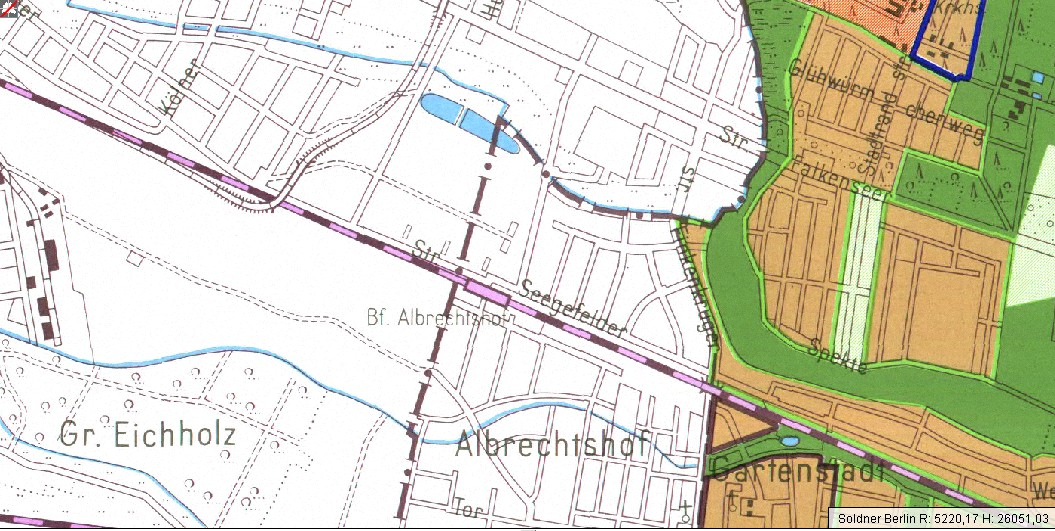
Baunutzungsplanung
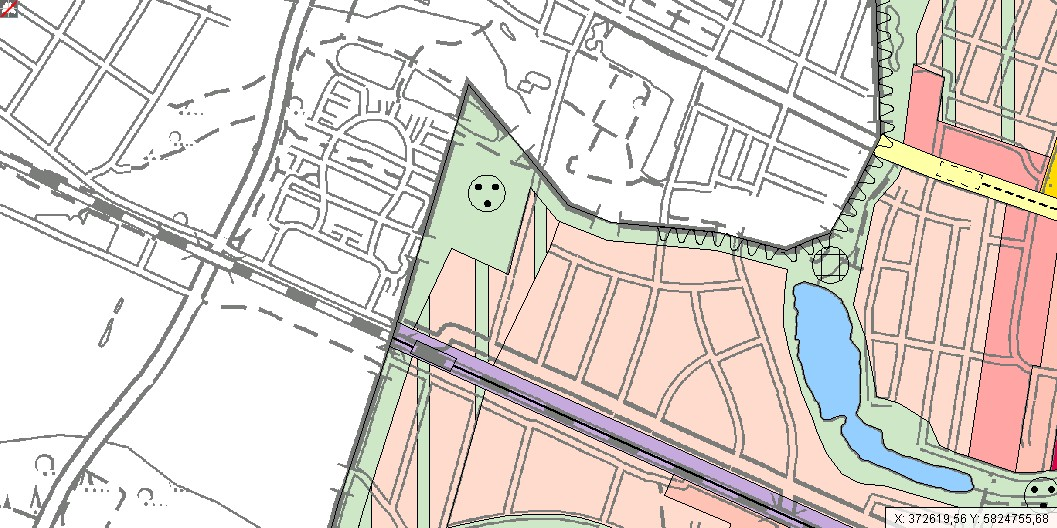
Flächennutzungsplan
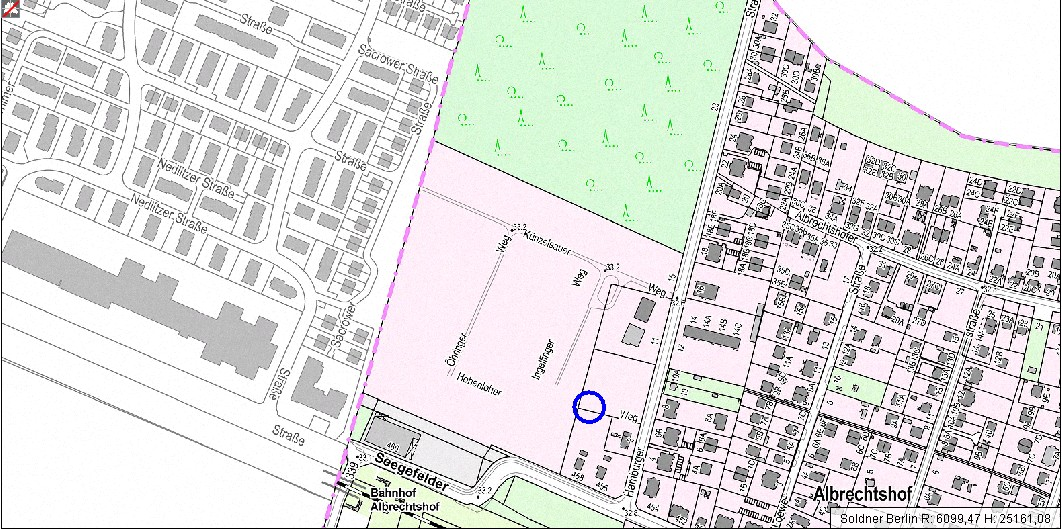
2007 geplante Straßenlage
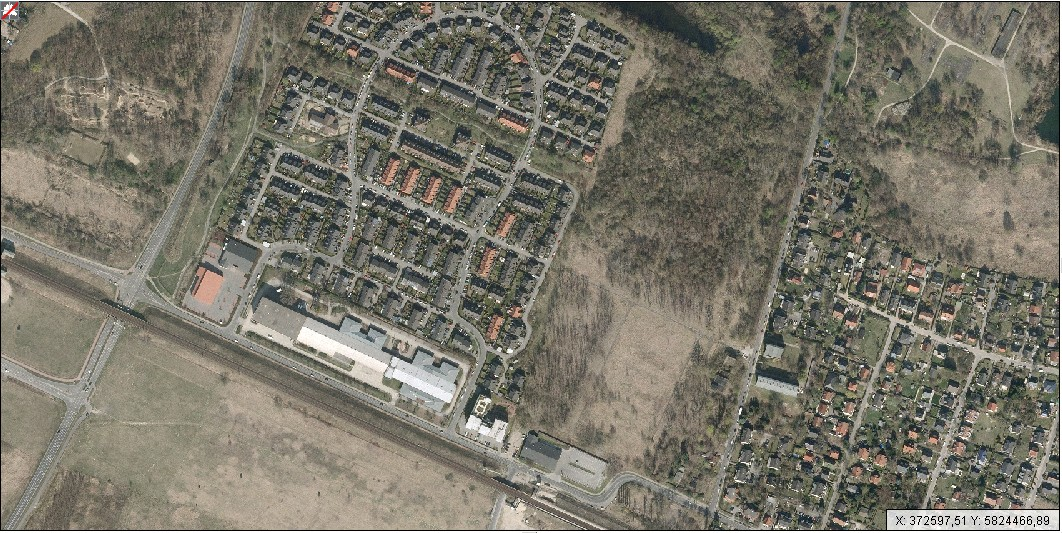
Luftbild vom März 2014

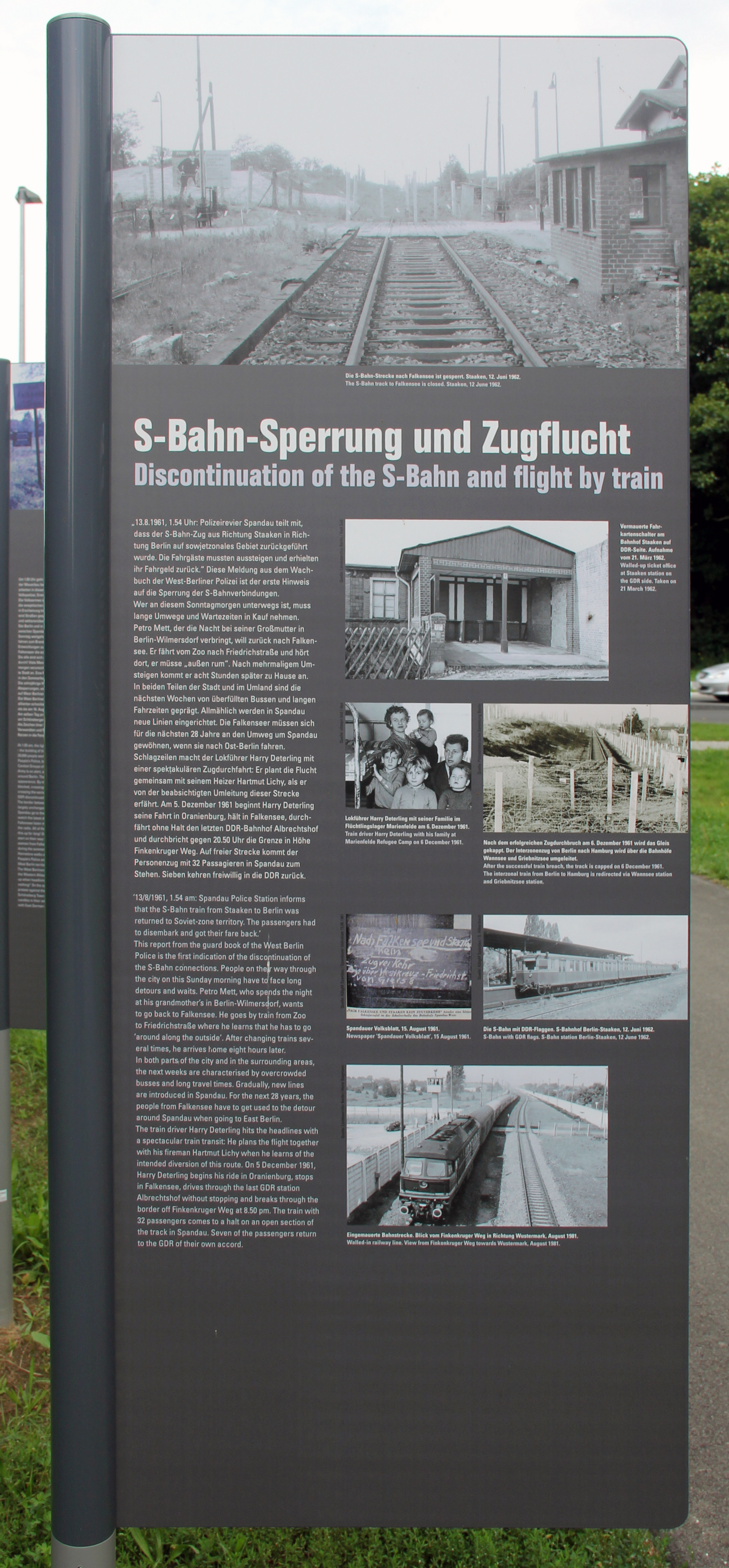
Erinnerung an die Zugflucht im Dezember 1961 (Gedenktafel im Bürgermeistergarten in Falkensee)

Die Ortslage Albrechtshof befindet sich im westlichen Teil Staakens. Sie wird im Osten begrenzt durch den Finkenkruger Weg, im Norden und im Westen durch die Stadtgrenze zu Falkensee sowie im Süden durch die Hamburger Bahn. Sie zeichnet sich vor allem durch die Bebauung mit Einfamilienhäusern aus, die ihr einen ländlichen Charakter verleiht. Ein Teil von Albrechtshof liegt außerdem noch in Brandenburg bei Seegefeld.
Am 5. Dezember 1961 geriet die Ortslage und der Bahnhof Albrechtshof in die Schlagzeilen, nachdem hier der Lokführer Harry Deterling und ein Heizer zusammen mit mehreren Familien mit einer Tenderlok der Baureihe 78 und acht Personenwagen von Oranienburg über die Hauptstrecke Hamburg–Berlin erfolgreich die Flucht nach West-Berlin wagten.

### Gartenstadt Staaken

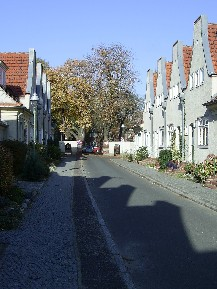
Gartenstadt Staaken, Sicht entlang der Straße
Zwischen den Giebeln

Das ursprüngliche Gebiet der Gartenstadt Staaken erstreckt sich auf einem Gelände zwischen der Hamburger Bahn und der Lehrter Bahn, also zwischen der nördlichen und der südlichen Eisenbahnlinie und wird im Osten von der Hackbuschstraße und im Westen vom Finkenkruger Weg begrenzt. Diese Fläche hat 350.000 m², bei denen es sich um Ackerland handelte. Die Bebauung des Areals nach der Planung des Architekten Paul Schmitthenner in den Jahren 1914–1917 bildet den Kern der Gartenstadt Staaken. Die Genossenschaft der Gartenstadt Staaken wurde am 27. Juni 1913 gegründet und verfügt inzwischen über Wohneinheiten außerhalb dieses Areals. Als problematisch stellte sich der ursprünglich zwischen der Genossenschaft und dem preußischen Ministerium des Innern ausgehandelte Pachtvertrag dar. Dieser war nur bis Ende 1999 befristet und somit galt die Zukunft der Gartenstadt Staaken über diesen Zeitraum hinaus als ungewiss. Die Wohnungsbaugenossenschaft Gartenstadt Staaken eG konnte das Gelände käuflich erwerben, bevor der Pachtvertrag endete. Die Häuser stehen unter Denkmalschutz.

### Dorf Staaken

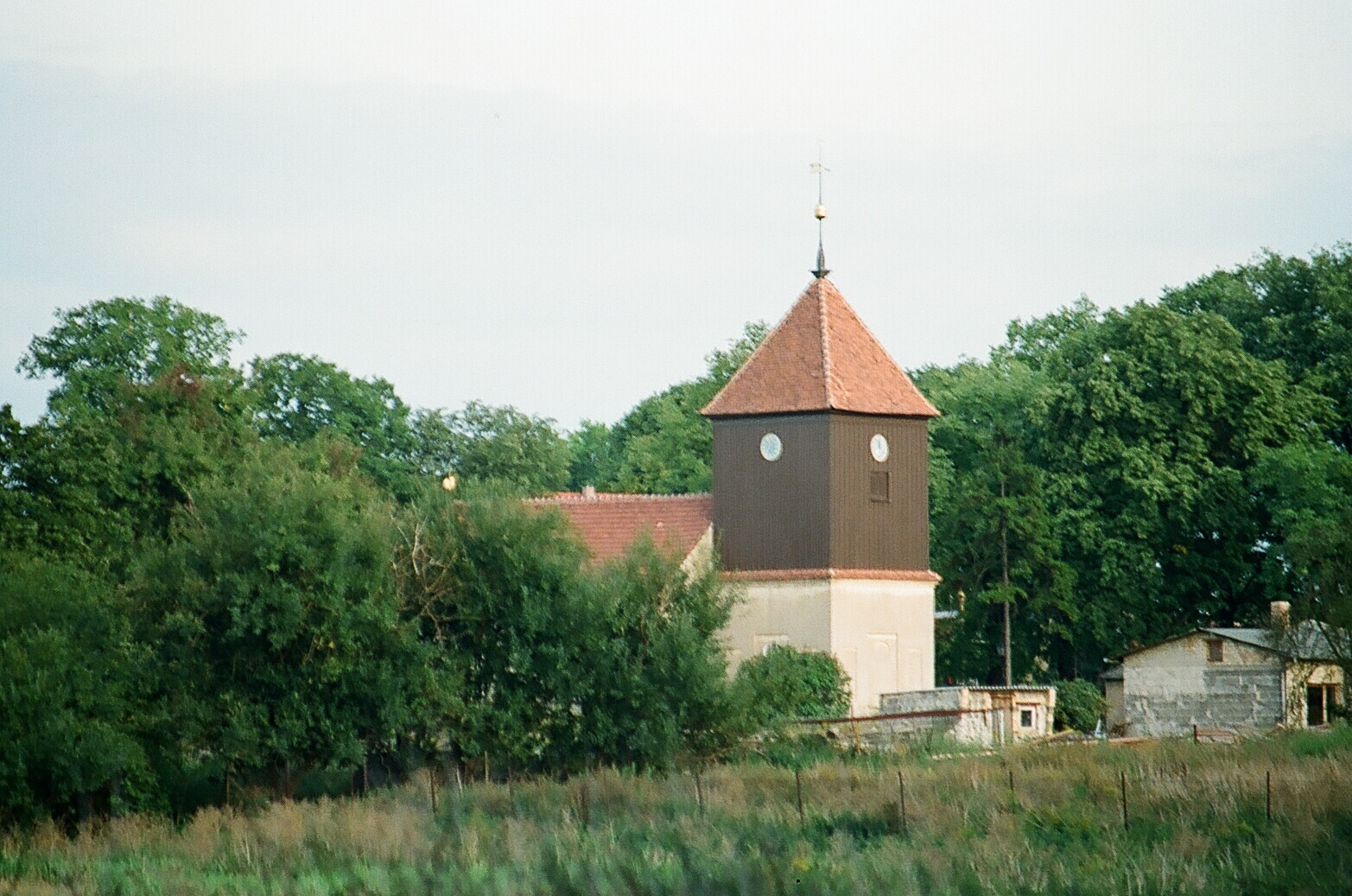
Dorfkirche Alt-Staaken, 1992

Der eigentliche Ortskern von Staaken erstreckt sich entlang des Nennhauser Damms, südlich des Brunsbütteler Damms. An der Hauptstraße befindet sich die Staakener Dorfkirche, die als Dorfkirche Alt-Staaken bezeichnet wird.

### Siedlung Neu-Jerusalem
Die Siedlung Neu-Jerusalem befindet sich westlich des Staakener Ortskerns kurz vor der Berliner Stadtgrenze beiderseits der Heerstraße. Den Namen verdankt die denkmalgeschützte Siedlung ihrer kubischen Architektur.

### Neu-Staaken

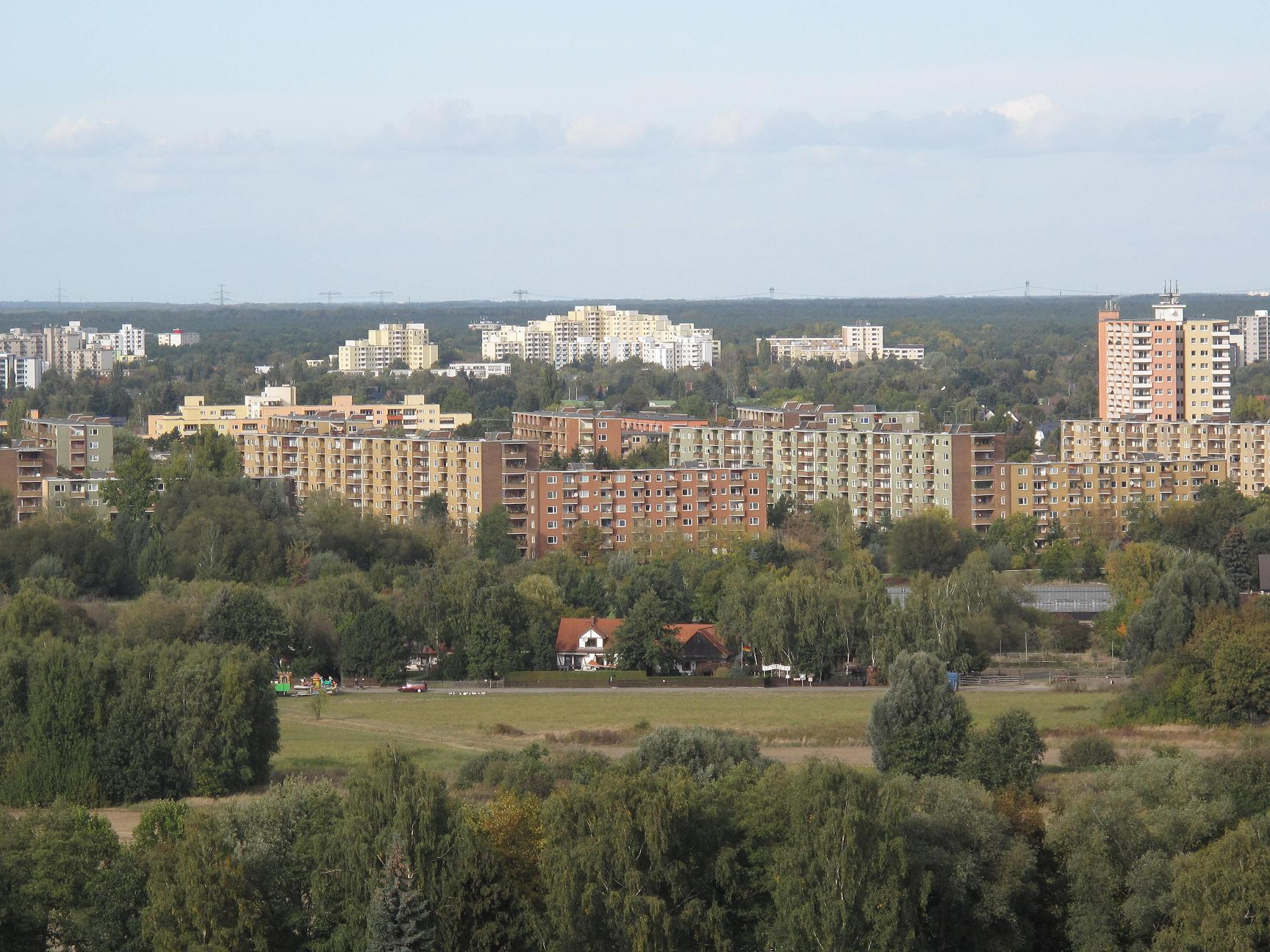
Blick vom „neuen“ Hahneberg auf die Bullengrabenniederung und die Louise-Schroeder-Siedlung

Kleingärten und einzelne landwirtschaftliche Betriebe, die südlich der Lehrter Bahn ansässig waren, mussten in den 1960er und 1970er Jahren zunehmend dem Bau von Mehrfamilienhäusern der Louise-Schroeder-Siedlung weichen – benannt nach der Oberbürgermeisterin Berlins in den Jahren 1947–1949, Louise Schroeder. So wurden Mitte der 1960er Jahre zunächst im Bereich nördlicher Brunsbütteler Damm/Oldesloer Weg Häuser mit meist vier Etagen errichtet. Am Ende dieses Jahrzehnts wurde die Bebauung auf die Gebiete südlicher Brunsbütteler Damm, Südekumzeile und Zweiwinkelweg ausgedehnt.
Ab 1962 entstanden im Neubaugebiet Heerstraße Nord die Obstalleesiedlung und die Rudolf-Wissell-Siedlung, wobei die Zahl der Etagen von Bauabschnitt zu Bauabschnitt stets anstieg. Mittlerweile lebt in den etwa 8000 Wohnungen im Gebiet Heerstraße Nord knapp die Hälfte der Einwohner Staakens. Aus dem ehemals dörflichen Staaken wurde somit eine kleine Stadt innerhalb des Bezirks Spandau.

### Siedlung Hahneberg
Das von Ein- und Zweifamilienhäusern geprägte Siedlungsgebiet Hahneberg liegt südwestlich des alten Spandauer Forts Hahneberg. Es wird begrenzt von der Heerstraße im Norden, dem „alten“ Hahneberg (65 Meter über NN) im Osten sowie der Berliner Stadtgrenze im Süden und Westen. Die Parzellierung des Siedlungsgebietes fand bereits um die Wende zum 20. Jahrhundert statt, allerdings gehörte damals Staaken ebenso wie Spandau noch nicht zu Berlin, sodass keine unmittelbare Bebauung folgte. Erste Ansiedlungen vor dem Zweiten Weltkrieg blieben ohne Kontinuität während der Kriegs- und Nachkriegszeit. Zu Zeiten des Kalten Krieges war das Siedlungsgelände wegen der Nähe zur Berliner Mauer als Teil des von West-Berlin getrennten West-Staaken Sperrgebiet. Nach der deutschen Wiedervereinigung und der verwaltungstechnischen Rückgliederung West-Staakens nach Berlin setzte in den 1990er Jahren auf den großteils unbebauten Grundstücken rege Bautätigkeit ein, die in wenigen Jahren einen offenen Siedlungscharakter entstehen ließ. Diese Offenheit sorgt für einen kontinuierlichen Übergang in die feld- und waldgeprägte Landschaft im benachbarten Bundesland Brandenburg.

## Unternehmen

### Flugplatz Staaken/Zeppelinwerke

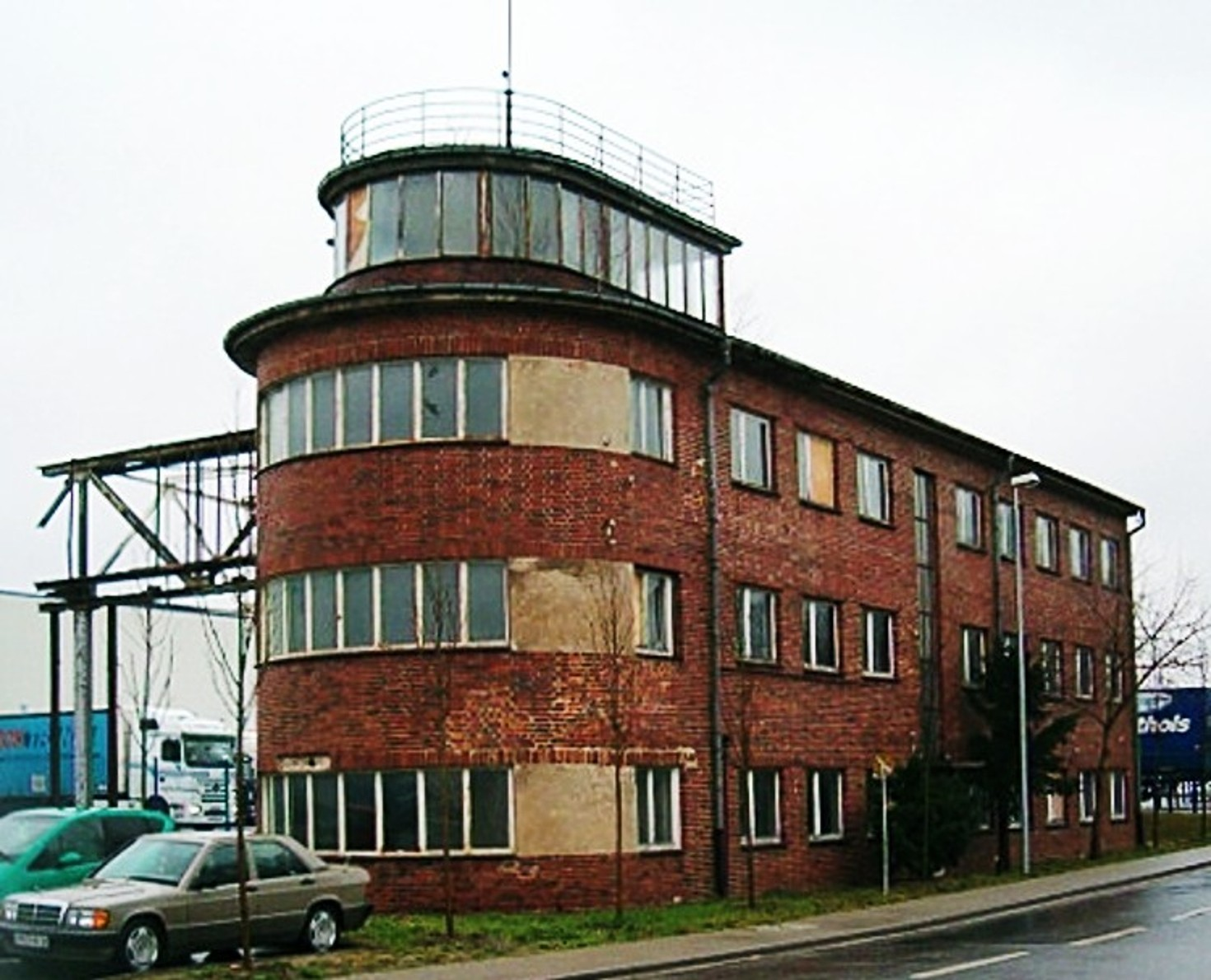
Der „Zeppelin Tower“ aus den 1920er Jahren erinnert noch heute an die Pioniertage des Luftverkehrs in Staaken

Auf dem rund um den westlichen Endabschnitt des Brunsbütteler Damms gelegenen Industriegelände entwickelte sich der Flugplatz Staaken im Laufe seiner rund 40-jährigen Geschichte (1915–1953) von einem Werftplatz der Zeppelinwerke hin zur Hauptwerft der damaligen Deutschen Lufthansa AG. Im Laufe des Zweiten Weltkriegs wurde ein Großteil der von der Lufthansa eingesetzten Zwangsarbeiter in dieser Lufthansa-Werft ausgebeutet, darunter eine hohe Zahl an Kindern und Jugendlichen. Gemessen an der Vielzahl der Werks- und Überführungsflüge ab Mitte der 1930er Jahre entsprach der Flugplatz Staaken nach damaligen Maßstäben einem Großflughafen, allerdings mit der Besonderheit, dass der Passagierverkehr der Lufthansa in Berlin ab den 1930er Jahren auf dem Zentralflughafen Tempelhof abgefertigt wurde. Diese Besonderheit führte dazu, dass der Flugplatz Staaken nach der Zeppelin-Ära in den 1920er Jahren sehr schnell nicht mehr im Blickpunkt der Öffentlichkeit stand, sodass er nach seiner Schließung Ende 1953 nahezu in Vergessenheit geriet.
Nach dem Ende des Zweiten Weltkriegs wurde das Gelände zunächst für einige Jahre von den Luftstreitkräften der Sowjetunion als Militärflugplatz genutzt. Dokumentiert ist dies unter anderem durch ein Flugzeugunglück am 5. April 1948 zwischen einer Vickers Viking der BEA, die zum Flugplatz Gatow unterwegs war, und einer Jak-3 der Sowjetarmee, die in Staaken landen wollte.
Noch heute sind einzelne Flugplatzgebäude im südlichen Teil des damaligen Flugplatzes (einschließlich Tower, Hangars und Verwaltungsgebäude der damaligen Zeppelinwerke) sowie größtenteils das noch gut erkennbare Start- und Landebahnsystem und die Kompensierscheibe mehr oder weniger gut erhalten. Allerdings sind diese historischen Flugplatz-Liegenschaften nur eingeschränkt zugänglich, da es sich größtenteils um Privatgelände handelt.

### Filmwerke
Am 31. Juli 1923 wurde mit einem Stammkapital von 525 Millionen Mark die Filmwerke Staaken AG gegründet, deren Eröffnungsbilanz sich dabei am 1. Januar 1924 auf 100.000 Mark belief. Als Vorstand wurden der Ingenieur Oswald Wehner, der Kaufmann Erich Rauch und der Diplomingenieur Walter Caspari bestellt, Aufsichtsratsmitglieder waren u. a. Hans Neumann und Karl Wolffsohn. Fortan wurden die seit dem Ende des Ersten Weltkriegs leerstehenden Luftschiffhallen, die mit einer Grundfläche von bis zu 6000 m² und einer Höhe von bis zu 42 Metern überdachte Filmbauten mit einer Höhe von 28 Metern ermöglichten, für Monumentalfilme wie Metropolis von Fritz Lang (lediglich Szenen mit raumgreifenden Kulissen), I.N.R.I. Ein Film der Menschlichkeit, Die Dreigroschenoper, Eifersucht, Zweierlei Moral, Scapa Flow, Ich hatt’ einen Kameraden, Ariane und Der heilige Berg mit Leni Riefenstahl genutzt. Nach einer finanziellen Krise im November 1929 änderten sich die Besitzverhältnisse der Filmwerke. Eigentümerin wurde nun die DLS-Studio GmbH, die zur Deutschen Lichtspiel-Syndikat AG gehörte. 1934 wurden die Arbeiten in den Ateliers allerdings vollkommen eingestellt.

### DEMAG-Panzerwerk
Das Werk war 1938 ursprünglich im Zusammenhang mit dem geplanten Ausbau Berlins zur „Welthauptstadt Germania“ als Reichsbahnausbesserungswerk (RAW) für die S-Bahn errichtet worden. Von 1942 bis zum Ende des Zweiten Weltkriegs wurden Panzer in dem auf ungefähr 14 Hektar liegenden Werk zwischen der Siedlung Albrechtshof und dem Ortsrand zu Falkensee gefertigt, die „DEMAG-Panzer“ sind als Bergepanther bekannt. Ab Ende 1943 wurden Teile des Geländes für die Panzerfertigung der Alkett als Ausweichstandort genutzt. Für die Zwangsarbeiter, die in den Kriegsjahren für die Produktion benötigt wurden, war nahebei – bereits auf dem Stadtgebiet von Falkensee – am 10. Juli 1943 ein Außenlager des KZ Sachsenhausen mit 14 Holzbaracken eröffnet worden. Es war von 1938 bis 1939 ursprünglich als Lager für 650 Bahnarbeiter angelegt worden, ab 1939 wurde es jedoch an die Heeresverwaltung vermietet, die dort Kriegsgefangene unterbrachte. Dabei dienten neun dieser Baracken zur Unterbringung der 2500 Inhaftierten. Das Gelände dieses Lagers ist heute eine Gedenkstätte (Hamburger Straße gegenüber der Herlitz-Siedlung). Am 26. April 1945 wurde das Werk von der Roten Armee besetzt und das Lager befreit. Die restlichen Ruinen des demontierten und danach gesprengten Werkes befinden sich im Süden der Hamburger Straße (ehemals Straße 341 und zu DDR-Zeiten Gustav-Döring-Straße). Eine weitläufige Eigenheimsiedlung sowie der großzügige Gebäudekomplex eines Möbelmarktes bestimmen das Bild des ehemaligen Firmengeländes auf dem Stadtgebiet von Falkensee. Auf dem Stadtgebiet von Falkensee nördlich der sogenannten Hufeisensiedlung liegen zwei „Panzerteiche“, in denen produzierte Panzer bei Unterwasserfahrten getestet wurden. Diese Teiche sind fußläufig zu erreichen. Die 200 m lange Panzerstraße, die direkt von der Spandauer Straße in Richtung Süden abgeht, war vor 1945 Panzerteststrecke. Der volksmundliche Name wurde vor einigen Jahren nach Diskussionen über eine Umbenennung in den entsprechenden Gremien und auch in den sozialen Medien offiziell übernommen.

## Bevölkerung
| Jahr | Einwohner |
| ---- | --------- |
| 1858 | 00486     |
| 1871 | 00712     |
| 1880 | 00923     |
| 1890 | 01.533    |
| 1900 | 02.061    |
| 1910 | 02.350    |
| 1919 | 05.533    |
| 1930 | 07.518    |
| 1938 | 11.935    |

| Jahr | Einwohner |
| ---- | --------- |
| 1946 | 12.735    |
| 1950 | 13.531    |
| 1956 | 09.850    |
| 1960 | 09.308    |
| 1970 | 21.092    |
| 1987 | 32.000    |
| 1990 | 36.433    |
| 2000 | 36.433    |

| Jahr | Einwohner |
| ---- | --------- |
| 2007 | 41.499    |
| 2010 | 42.254    |
| 2015 | 44.084    |
| 2020 | 46.369    |
| 2021 | 46.034    |
| 2022 | 46.944    |
| 2023 | 47.306    |
| 2024 | 47.315    |

1956 bis 1987 ohne West-Staaken

## Sehenswürdigkeiten

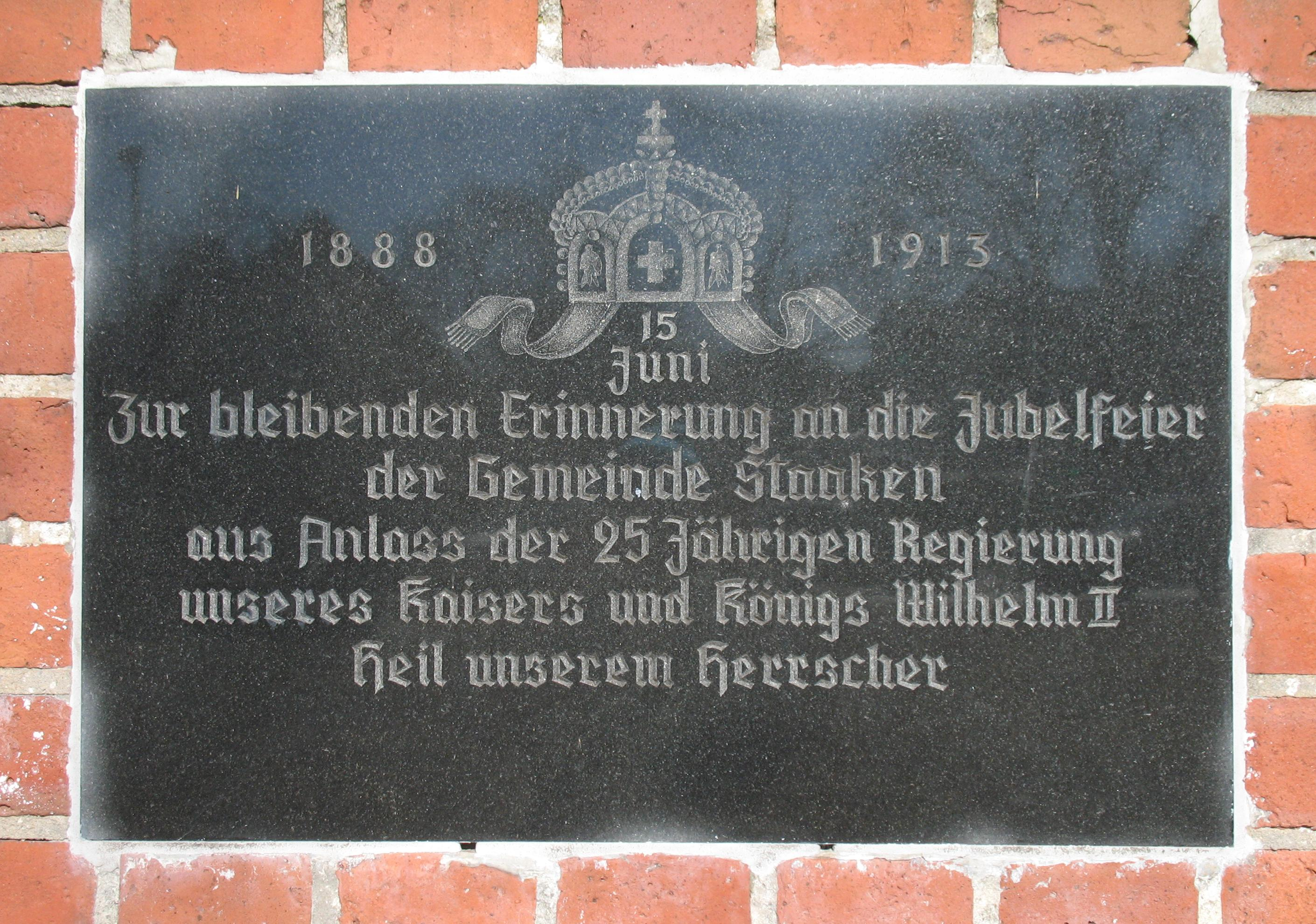
Gedenktafel für Wilhelm II. an der Mauer zur Dorfkirche Alt-Staaken in der Hauptstraße

- Hahneberg
- Fort Hahneberg
- Gartenstadt Staaken
- Grünzug Bullengraben
- Siedlung Neu-Jerusalem
- Flugplatz Staaken

## Wirtschaft und Infrastruktur

### Wirtschaft
Staaken weist überwiegend mittelständische Unternehmen auf. Seit der deutschen Wiedervereinigung versuchte man, einen Großinvestor zur Einrichtung eines Gewerbeparks („Zeppelinpark“) auf dem Gelände des ehemaligen Flugplatzes zu finden. Im Jahr 2011 wurde auf dem noch heute vorhandenen Landebahnsystem und dem umgebenden Gebiet des Dallgower Teils des damaligen Flugplatzes ein Solarpark errichtet. Bis zum Frühjahr 2012 konnten weitere Teile des Geländes einschließlich noch gut erhaltener Gebäudeteile und Hangars im südlichen Teil einer gewerblichen Nutzung zugeführt werden.
Wasserwerk
Das 1914 gebaute Wasserwerk Staaken, dessen Trinkwasseraufbereitungsanlage in den Jahren 2006 bis 2008 umfassend saniert und neu gebaut wurde (Investitionsvolumen: vierzehn Millionen Euro), hat nur seine Zufahrt vom Neunkircher Steig in Staaken, liegt jedoch in der Gemarkung Dallgow-Döberitz und gehört somit nicht den Berliner Wasserbetrieben, sondern der Osthavelländischen Trinkwasserversorgung und Abwasserbehandlung Falkensee GmbH. Das Wasserwerk Staaken versorgt rund 80.000 Einwohner in Falkensee, Dallgow-Döberitz mit Seeburg, Schönwalde-Glien sowie Hennigsdorf. Im Jahr 2015 wurden an den Wasserspeicherbecken neue Anschlussleitungen verlegt (zur Südseite des Geländes weisend). Die 40–100 m tiefen Brunnen greifen auf sogenanntes „gedecktes Grundwasser“ zu, das durch Ton- und Schieferschichten vor Einspülungen von der Oberfläche geschützt wird.

### Verkehr
Die markantesten durch Staaken führenden Verkehrsadern sind für den Straßenverkehr die Heerstraße als Bundesstraße 5 sowie für den Schienenverkehr die beiden Bahnlinien Berlin – Hannover (südliche Trasse) und Berlin – Hamburg (nördliche Trasse). Alle drei Verbindungen verlaufen in Ost-West-Richtung.

#### Schienenverkehr
Staaken war im Süden ab Mitte August 1900 an die Lehrter Bahn angeschlossen. Zuerst nur mit zwei Seitenbahnsteigen ausgestattet, bekam der Staakener Bahnhof nach dem viergleisigen Streckenausbau im Jahr 1908 außerdem einen Mittelbahnsteig.
Von 1951 bis 1980 war Staaken an die elektrische Berliner S-Bahn angeschlossen, deren Bahnhof Berlin-Staaken sich an der Lehrter Bahn östlich der Brücke des Nennhauser Damms – also noch auf West-Berliner Gebiet – befand, während die Wendeanlage bereits in West-Staaken und damit in der DDR lag.
Nachdem West-Staaken am 2. Februar 1951 von der Volkspolizei der DDR besetzt worden war, befand sich der S-Bahnhof Staaken damit unmittelbar an der Sektorengrenze. Westlich davon wurde deshalb kurz darauf seitens der DDR ein weiterer Bahnhof Staaken für den Vorortverkehr nach Wustermark in Betrieb genommen, der im März 1976 wieder geschlossen und durch einen weiteren – noch einmal 700 Meter westlicher gelegenen – neuen Bahnhof für den Personenverkehr von und nach Staaken ersetzt wurde. Dieser ging im September 1976 in Betrieb.
Grenzüberschreitend stand die südliche Bahnstrecke dagegen nach dem Mauerbau 1961 zunächst nur für den Güterverkehr zur Verfügung. Mit den Baumaßnahmen von 1976 kam hier wieder Personenverkehr über die Grenze zustande: Noch weiter westlich als der DDR-Vorortbahnhof wurde ein zusätzlicher zweiter Bahnhof errichtet, der, obwohl eigentlich nicht mehr in Staaken liegend, dennoch „Staaken“ genannt wurde und ausschließlich als Kontrollbahnhof für den Interzonenzug diente. Der Eisenbahn-Transitverkehr von und nach Hamburg musste daher nicht mehr über Wannsee erfolgen, was die Reisezeit erheblich verkürzte.
Eine zweite Staakener Bahnstation – der Bahnhof Albrechtshof – lag in Höhe des (nunmehr) gleichnamigen Regionalbahnhofes an der Hamburger Bahn und war an die Berliner S-Bahn angeschlossen. Deren Züge verkehrten entweder vom Bahnhof Staaken oder aber ab 1950 von Falkensee über Albrechtshof und Spandau West in Richtung Berliner Innenstadt.
Nach einer geglückten Flucht mit einer Dampflok über diese Strecke, welche im Film Durchbruch Lok 234 thematisiert wird, wurde der S-Bahn-Verkehr in Falkensee über Albrechtshof nach dem Mauerbau 1961 eingestellt und seitdem nicht wieder aufgenommen. Im Zuge des Ausbaus der Hamburger Bahn Anfang der 1990er Jahre wurde der Bahnhof Albrechtshof komplett neu errichtet.
Zwar ist ein erneuter S-Bahn-Anschluss Staakens geplant, seine Realisierung jedoch nach wie vor offen und der Ortsteil Staaken daher bis auf Weiteres nur durch den Regionalbahnverkehr an das Schienennetz angeschlossen.

#### Busverkehr
Im Jahr 1933 wurde zwischen dem ehemaligen Bahnhof Spandau (heute S-Bahnhof Stresow) und der Gartenstadt Staaken die O-Bus-Linie A31 eingerichtet. Nach kriegsbedingter Unterbrechung wurde der O-Bus-Betrieb kurz nach dem Ende der Berlin-Blockade am 1. August 1949 wieder aufgenommen. Da die Strecke jedoch im Verlauf des Nennhauser Damms exakt auf der Grenze zwischen West- und Ost-Staaken und damit zwischen der DDR und West-Berlin verlief, wurde der O-Bus-Betrieb am 18. Dezember 1952 wieder eingestellt. Die Fahrleitungsanlagen wurden bis 1956 abgebaut und als Ersatzteile auf anderen O-Bus-Linien verwendet. Ansonsten erschließen Buslinien den Ortsteil, darunter die Linie M32, die in Staaken teilweise den gleichen Weg nimmt wie die ehemalige O-Bus-Linie A31.

#### Individualverkehr
Bis zur Fertigstellung der Bundesautobahn 24 (Berlin–Hamburg) und der Inbetriebnahme des Grenzübergangs Heiligensee/Stolpe am 1. Januar 1988 lag in Staaken an der Heerstraße einer der Berliner Grenzübergänge für den Straßenverkehr auf der Transitstrecke in das Bundesgebiet (Westdeutschland). Anschließend diente dieser Übergang noch bis 1989 als einfacher Grenzübergang zur Einreise in die DDR. Daran wird auf einer Gedenktafel erinnert.

### Bildung
Während der politischen Teilung Staakens existierte in dem zur DDR gehörenden Teil der Kasernenanlagen am Flugplatz von 1951 bis zu ihrem Aufgehen in der Hochschule für Ökonomie Berlin (HfÖ) 1958 die Hochschule für Außenhandel Staaken. Zahlreiche Personen, die später im Staatsdienst der DDR Karriere machten, wurden hier ausgebildet, unter ihnen zum Beispiel die Politikerin Christa Luft und der Wirtschaftsfunktionär Alexander Schalck-Golodkowski. Später nutzte die Bauten das Krankenhaus Staaken.

## Persönlichkeiten

### Söhne und Töchter von Staaken
- Alfred Sommerfeld (1928–2000), Politiker (CDU)
- René Hecht (* 1961), Volleyballspieler
- Jörn Pachl (* 1964), Experte für Eisenbahnwesen
- Katarina Witt (* 1965), Eiskunstläuferin
- Karen Heinrich (* 1968), Handballspielerin
- Stefanie Gebauer (* 1980), Politikerin (CDU, Freie Wähler)
- Stefan Bereuter (* 1985), Politiker (CDU)
- Carolin Schiewe (* 1988), Fußballspielerin

### Mit Staaken verbundene Persönlichkeiten
- Frieda Szturmann (1897–1963), Gerechte unter den Völkern, lebte in Staaken
- Helmut Deutschland (1918–2007), Tischtennisspieler, lebte in Staaken
- Thomas Klein (1933–2001), in Staaken aufgewachsen